# Криж
Криж (на хърватски: Križ) е община в Загребска жупания, Хърватия. Според преброяването от 2011 г. има 6963 жители, 98% от които са хървати.
В общината е родена хърватската оперна певица Милка Търнина.